# Лучка (Сабинов)
Лучка (слч. Lúčka) насељено је мјесто са административним статусом сеоске општине (слч. obec) у округу Сабинов, у Прешовском крају, Словачка Република.

## Становништво
| Година:    | 1994. | 2004.   | 2014.   | 2024.   |
| ---------- | ----- | ------- | ------- | ------- |
| Број људи: | 667   | 679     | 685     | 679     |
| Разлика:   |       | +1,79 % | +0,88 % | -0,87 % |

| Година:    | 2023. | 2024.   |
| ---------- | ----- | ------- |
| Број људи: | 681   | 679     |
| Разлика:   |       | -0,29 % |

Према подацима о броју становника из 2011. године насеље је имало 687 становника.